# Carlo Franciosi
Carlo Franciosi (* 1. April 1935 in Serravalle; † 27. Dezember 2021) war ein san-marinesischer Politiker. Er war von 1. April bis 1. Oktober 1987 einer der beiden Capitani Reggente (Staatsoberhaupt) von San Marino.

## Leben
Franciosi war Arzt für Allgemeinmedizin und Dermatologie. Er war verheiratet, hatte zwei Kinder und vier Enkel.
Er war langjähriger Vorsitzender des san-marinesischen Wintersportverbandes (Federazione Sammarinese Sport Invernali) und Vizepräsident des Nationalen Olympischen Komitees von San Marino.
Seine politische Laufbahn begann er in der Jugendorganisation des Partito Democratico Cristiano Sammarinese (PDCS). Er war Herausgeber der Parteizeitung San Marino. Für den PDCS wurde er 1978, 1983 und 1988 in das san-marinesische Parlament, den Consiglio Grande e Generale, gewählt. Für die Periode von 1. April bis 1. Oktober 1987 wurde er gemeinsam mit Renzo Renzi zum Capitano Reggente, dem Staatsoberhaupt von San Marino, gewählt.
1993 gehörte er zu den Gründern der Alleanza Popolare (AP), für die er 1993, 1998, 2001 ins Parlament gewählt wurde. Von 2006 bis 2009 war er Vorsitzender (Presidente) der AP und gab in den Folgejahren die Parteizeitung Alleanza Informa und die Nachfolgepublikation Controluce heraus. Bei der Parlamentswahl 2006 verpasste er ein Parlamentsmandat, rückte im Juli 2007 für Renzo Bonelli ins Parlament nach, trat jedoch im November wieder zurück. Bei den folgenden beiden Wahlen kandidierte Franciosi nicht mehr.
Bei der Parlamentswahl 2016 wurde er für die neu gegründete Repubblica Futura wieder in den Consiglio Grande e Generale gewählt. Er wurde Mitglied im Justizausschuss. Am 10. Oktober 2017 erklärte er seinen Rücktritt als Abgeordneter.